# Сычман
Сычман (бел. Сычман) — деревня в Довском сельсовете Рогачёвского района Гомельской области Беларуси.
На востоке граничит с лесом.

## География

### Расположение
В 36 км на северо-восток от районного центра и железнодорожной станции Рогачёв (на линии Могилёв — Жлобин), 98 км от Гомеля.

## Транспортная сеть
Рядом автодорога Довск — Славгород). Планировка состоит из криволинейной меридиональной улицы. На востоке и западе расположены небольшие обособленные участки застройки. Жилые дома деревянные, усадебного типа.

## История
После 1-го раздела Речи Посполитой (1772 год) сельцо Сычман в составе Российской империи. Владение шляхтичей Козловских: в 1777 году — Виктора, Степана и Антона Козловских (41 христианин мужского пола), в 1783 году — Павла Мартынова сына Козловского с прочими (35 душ мужского пола).
В XIX веке относится к Довской волости Рогачёвского уезда Могилёвской губернии. Помещик владел здесь с 1842 года 237 десятинами земли, во втором фольварке в 1840 году было 232 десятины земли. С 1880 года действовал хлебозапасный магазин. Согласно переписи 1897 года действовала круподёрка. В 1909 году — 567 десятин земли. Действовала школа, которой в начале 1920-х годов было выделено национализированное здание. В 1929 году организован колхоз. Во время Великой Отечественной войны в ноябре 1943 года оккупанты сожгли 7 дворов и убили 10 жителей. 30 жителей погибли на фронте. В составе экспериментальной базы «Довск» (центр — деревня Довск).

## Население
- 1777 год — 41 христианин мужского пола;
- 1783 год — 35 душ мужского пола (согласно ревизии);
- 1858 год — 8 дворов;
- 1897 год — 37 дворов, 231 житель (согласно переписи);
- 1909 год — 43 двора, 331 житель;
- 1940 год — 83 двора;
- 2004 год — 70 хозяйств, 158 жителей;
- 2019 год — 31 хозяйство, 77 жителей[3].